# سان مارتينو دالارجين
سان مارتينو دال أرجيني (San Martèn dl'Àrsan باللهجة المانتوفانية) هي بلدية في مقاطعة مانتوفا بمنطقة لومبارديا في إيطاليا، تقع على بعد حوالي 110 كيلومتر جنوب شرق ميلانو وحوالي 25 كيلومتر جنوب غرب مانتوفا.

## شخصيات بارزة
- فيررانتي أبورتي
- أكيلي غرافينا

## وصلات خارجية
- الموقع الرسمي